# 安幼琪
安幼琪（1967年1月21日—），台灣新聞主播、主持人，現為年代新聞台談話節目《突發琪想》及YouTube網路節目《幼琪追追追》主持人。

## 早年

### 學歷
- 臺北市立第一女子高級中學[1]
- 輔仁大學統計學系
- 台北市立體育學院（今台北市立大學）運動科學研究所肄業

## 職業生涯

### 任職職籃
曾任中華職籃宏國象籃球隊行銷公關處處長，至2000年宏國象籃球隊退出中華職籃後離開。

### 媒體從業
2000年任職三立電視記者，跑過社會、生活、地方、政治等線、2004年升任主播。

## 事件及其他
- 2002年蘭嶼反核千人大遊行，爆發激烈肢體衝突。安幼琪受傷當場血流不止，同時要求攝影記者繼續拍攝畫面。[3]

## 作品節選

### 播報或主持
| 年份                       | 頻道            | 節目                           | 備註   |
| 待查                       | 三立新聞台      | 《三立夜間新聞》               | 主播   |
| 待查                       | 年代新聞台      | 《年代整點新聞》               | 主播   |
| 待查                       | 年代新聞台      | 《年代夜報》                   | 主播   |
| 待查                       | 年代新聞台      | 《晚安年代》                   | 主播   |
| 2008年                     | 年代新聞台      | 《決戰新年代》（選戰特別節目） | 主播   |
| 2011年5月23日─2019年1月4日 | 年代新聞台      | 《新聞追追追》                 | 主持人 |
| 2017年5月6日─至今          | 年代新聞台      | 《突發琪想》                   | 主持人 |
| 2022年5月18日─至今         | YouTube網路節目 | 《幼琪追追追》                 | 主持人 |